# MCSE
MCSE (Microsoft Certified Systems Engineer в превод Сертифициран системен инженер на Майкрософт) е най-популярната програма за сертификация на Майкрософт. Назависими източници показват, че на пазара съществуват стотици хиляди свободни места за специалисти с MCSE сертификат.
IT сертификационни програми на Майкрософт осигуряват допълнителни, конкурентни предимства на съвременния пазар на високи технологии. Това е предимство както за сертифицирания специалист, така също и за наемащата го организация. Получаването на ИТ сертификат потвърждава вашия опит при работата с нови технологии и продукти.
За да придобиете MCSE сертификат е необходимо да преминете успешно 7 изпита: 4 задължителни и 3 избираеми. Задължителните изпити включват: 70–210 Архив на оригинала от 2004-08-18 в Wayback Machine., 70–215, 70-216, 70–217 Архив на оригинала от 2004-08-28 в Wayback Machine. и 70–218.
С пускането на Microsoft Windows 2003 Server на пазара на операционни системи, компанията създаде нова версия на MCSE сертификацията – MCSE 2003. За да придобиете MCSE 2003 сертификат е необходимо да преминете успешно 6 задължителни изпита и 1 избираем изпит. Задължителните изпити включват: 70-270 Архив на оригинала от 2007-09-11 в Wayback Machine., 70-290, 70-291 Архив на оригинала от 2007-09-21 в Wayback Machine., 70-293, 70-294.